# Maike Meijer
 (janvier 2019).
Si vous disposez d'ouvrages ou d'articles de référence ou si vous connaissez des sites web de qualité traitant du thème abordé ici, merci de compléter l'article en donnant les références utiles à sa vérifiabilité et en les liant à la section « Notes et références ».
Maike Meijer, née le 29 avril 1967 à Nimègue, est une actrice et scénariste néerlandaise.

## Filmographie

### Cinéma et téléfilms
- 1992 : Richting Engeland (nl) : Sonja
- 1992 : Ivanhood (nl) : La première dame
- 1995 : Gestolen uren : Miriam
- 1996 : La robe, et l'effet qu'elle produit sur les femmes qui la portent et les hommes qui la regardent : Eva
- 1997 : Zeeuws meisje (nl) : Miss Limburg
- 1997-2004 : Baantjer : Deux rôles (Sandra et Manuela Hartman)
- 1998 : Le P'tit Tony : La jeune maman
- 1999 : Nachtvlinder (nl) : Jonkvrouw Hinde Baldon
- 2001 : Luifel & Luifel (nl) : Mariska Van Zuylen
- 2004 : Bergen Binnen (nl) : Saskia
- 2005 : Anna II : La femme mariée
- 2006 : Lieve lust (nl) : Mascha
- 2006 : Fok jou! (nl) : L'avocate
- 2007 : Los : Monique
- 2010 : De gelukkige huisvrouw (nl) : La sœur de Brigitte
- 2011 : Blijf! (nl) : Sandra
- 2011 : Gooische vrouwen (nl) : Fay
- 2011-2016 : Toren C : Diverses rôles
- 2013 : Dokter Tinus : Carina Evers
- 2013 : Soof (nl) : La secrétaire
- 2015 : Jack bestelt een broertje (nl) : Kyra
- 2015 : Dagboek van een callgirl (nl) : Serona van Daalen
- 2019 : Het irritante eiland (nl) : La bibliothécaire

## Vie privée
Elle est la mère de l'acteur Thor Braun.